# Бутовск
Бутовск — село в Клинцовском районе Брянской области, в составе Медвёдовского сельского поселения.

## География
Находится в западной части Брянской области на расстоянии приблизительно 21 км на юго-восток по прямой от железнодорожного вокзала станции Клинцы.

## История
Впервые упоминается (как селище) в 1620; позднее - деревня, владение рода Бороздны.
До 1781 входило в Новоместскую сотню Стародубского полка; затем временно вошло в состав Суражского уезда; с начала XIX века в Новозыбковском уезде (с 1861 - в составе Великотопальской волости). 
До 1781 входило в Новоместскую сотню Стародубского полка. В 1859 году здесь (деревня Новозыбковского уезда Черниговской губернии) учтено было 63 двора, в 1892—197дворов. 
В 1900-х годах был построен приходский храм Святого Николая (действовал до 1957; снесен в 1962).
С 1926 в Клинцовской волости и уезде,
с 1929 в Клинцовском районе.
До 1960 - центр Бутовского сельсовета;
в 1960-2005 в Киваевском сельсовете. 
В 1976 году к селу присоединены были поселки Красная Рыль и Красные Азаничи. В середине XX века работал колхоз «Ударник»[когда?]

.

## Население
Численность населения: 293 человека (1859), 1058 человек (1892), 169 человек (2002), 198 человек (2010), 182 человека (2013).